# Gerazym Wołogodzki
Gerazym Wołogodzki – święty mnich Rosyjskiego Kościoła Prawosławnego, legendarny założyciel miasta Wołogda
Śluby zakonne złożył w Glinieckim Monasterze Zaśnięcia Matki Bożej w Kijowie, gdzie, wybrany przez innych zakonników, został również hieromnichem. Pragnąc jednak znacznie surowszych umartwień niż te, jakie stosował w klasztorze Glinieckim, opuścił Kijów i udał się na północne ziemie ruskie. Zamieszkał nad rzeką Wołogdą. Początkowo żył w całkowitej samotności, z czasem jednak zaprzyjaźnił się z miejscową ludnością i dla mieszkańców tych okolic wzniósł cerkiew Trójcy Świętej. Przy niej powstał męski monaster, znany jako Kajsarowski Monaster Trójcy Świętej, jeden z najstarszych klasztorów w regionie.
Gerazym zarzucił swój pustelniczy tryb życia na rzecz ciągłych podróży po okolicach dzisiejszego miasta Wołogda w celach misyjnych. Chrzcił i utwierdzał w wierze miejscową ludność, już za życia uważany był za cudotwórcę. Zmarł 4 marca 1178, a jego grób stał się miejscem kolejnych uzdrowień uznanych za cudowne. Wielu chorych twierdziło również, że mnich Gerazym pojawiał im się w snach i nakazywał pielgrzymować na miejsce swojego pochówku w celu odzyskania sił.
Na ikonach ukazywany najczęściej obok monasteru, jaki założył, niekiedy razem z innymi świętymi mnichami działającymi w Wołogdzie. Należy do Soboru Świętych Wołogodzkich.